# Eddy Pieters Graafland
Eddy Pieters Graafland (5. ledna 1934 Amsterdam – 28. dubna 2020 Barendrecht) byl nizozemský fotbalový brankář.

## Fotbalová kariéra
V nizozemské lize hrál za Ajax Amsterdam a Feyenoord, nastoupil v 509 utkáních. Nizozemskou ligu vyhrál čtyřikrát s Feyenoordem a jednou s Ajaxem, nizozemský pohár vyhrál s Feyenoordem dvakrát. S Feyenoordem vyhrál Pohár mistrů evropských zemí 1969/70. V Poháru mistrů evropských zemí nastoupil ve 21 utkáních a v Poháru UEFA nastoupil ve 2 utkáních. Za nizozemskou reprezentaci nastoupil v letech 1957-1967 ve 47 utkáních.

## Ligová bilance
| Ročník             | Zápasy | Góly | Klub           |
| ------------------ | ------ | ---- | -------------- |
| Eredivisie 1952/53 | 6      | 0    | Ajax Amsterdam |
| Eredivisie 1953/54 | 22     | 0    | Ajax Amsterdam |
| Eredivisie 1954/55 | 27     | 0    | Ajax Amsterdam |
| Eredivisie 1955/56 | 34     | 0    | Ajax Amsterdam |
| Eredivisie 1956/57 | 33     | 0    | Ajax Amsterdam |
| Eredivisie 1957/58 | 32     | 0    | Ajax Amsterdam |
| Eredivisie 1958/59 | 33     | 0    | Feyenoord      |
| Eredivisie 1959/60 | 32     | 0    | Feyenoord      |
| Eredivisie 1960/61 | 29     | 0    | Feyenoord      |
| Eredivisie 1961/62 | 34     | 0    | Feyenoord      |
| Eredivisie 1962/63 | 30     | 0    | Feyenoord      |
| Eredivisie 1963/64 | 30     | 0    | Feyenoord      |
| Eredivisie 1964/65 | 30     | 0    | Feyenoord      |
| Eredivisie 1965/66 | 29     | 0    | Feyenoord      |
| Eredivisie 1966/67 | 34     | 0    | Feyenoord      |
| Eredivisie 1967/68 | 34     | 0    | Feyenoord      |
| Eredivisie 1968/69 | 34     | 0    | Feyenoord      |
| Eredivisie 1969/70 | 6      | 0    | Feyenoord      |
| CELKEM 1. liga     | 509    | 0    |                |